# Hanimaadhoo
Hanimaadhoo (Dhivehi: ހަނިމާދޫ) is een van de bewoonde eilanden van het Haa Dhaalu-atol behorende tot de Maldiven.

## Demografie
Hanimaadhoo telt (stand maart 2007) 698 vrouwen en 692 mannen.

## Verkeer en vervoer

### Vliegveld
Op het eiland ligt het Hanimaadhoo Airport dat wordt gebruikt voor binnenlandse vluchten.